# Английски езици
Английските езици (наричани също островни германски езици) са група от езикови вариации, включващи староанглийския или неговите наследници. Други езици са средноанглийски, ранен съвременен английски и съвременен английски, ранен шотландски и съвременен шотландски, както и вече изчезналите йола и фингалски в Ирландия.
Креолските езици базирани на английския не се включват в тази група, тъй като само техният речников състав, а не езиковата структура, произхождат от английския език.
| Прото-стар английски           | Прото-стар английски            | Прото-стар английски                             | Прото-стар английски                             | Прото-стар английски                     | Прото-стар английски                                |
| Нортумбрийски                  | Нортумбрийски                   | Мерсийски и Кентски                              | Мерсийски и Кентски                              | Западносаксонски                         | Западносаксонски                                    |
| Ранен северен среден английски | Ранен северен среден английски  | Ранен средноземски и югоизточен среден английски | Ранен средноземски и югоизточен среден английски | Ранен южен и югозападен среден английски | Ранен южен и югозападен среден английски            |
| ------------------------------ | ------------------------------- | ------------------------------------------------ | ------------------------------------------------ | ---------------------------------------- | --------------------------------------------------- |
| Ранен скотс                    | Северен среден английски        | Средноземски Среден английски                    | Югоизточен Среден английски                      | Южен Среден английски                    | Югозападен Среден английски                         |
| Среден скотс                   | Северен ранен модерен английски | Средноземски ранен модерен английски             | Столичен ранен модерен английски                 | Южен ранен модерен английски             | Югозападен ранен модерен английски, йола, фингалски |
| Модерен скотс                  | Северен модерен английски       | Източен западен модерен английски                | Стандартен модерен английски                     | Южен модерен английски                   | Западен модерен английски                           |